# Konwalnik

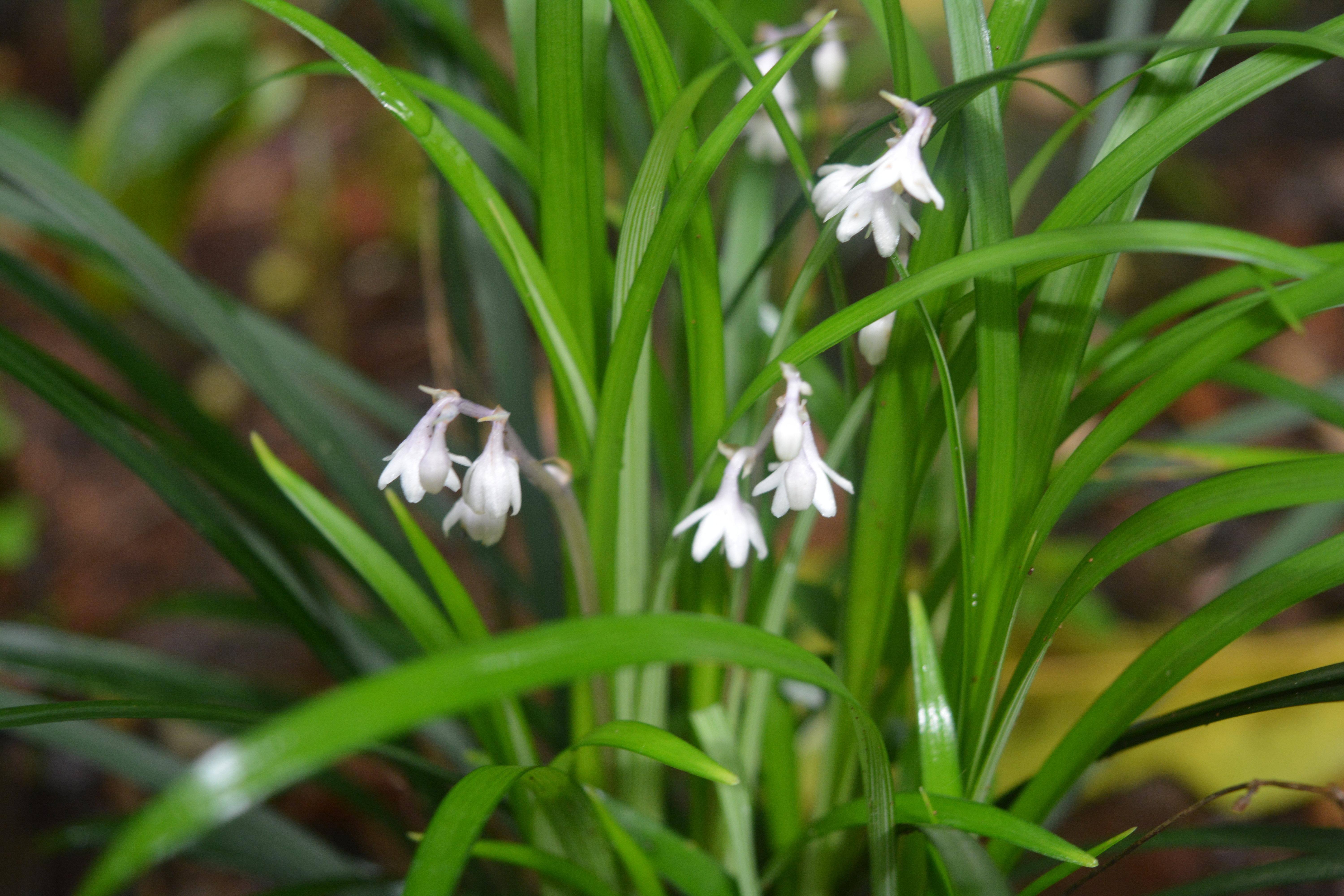
Ophiopogon intermedius

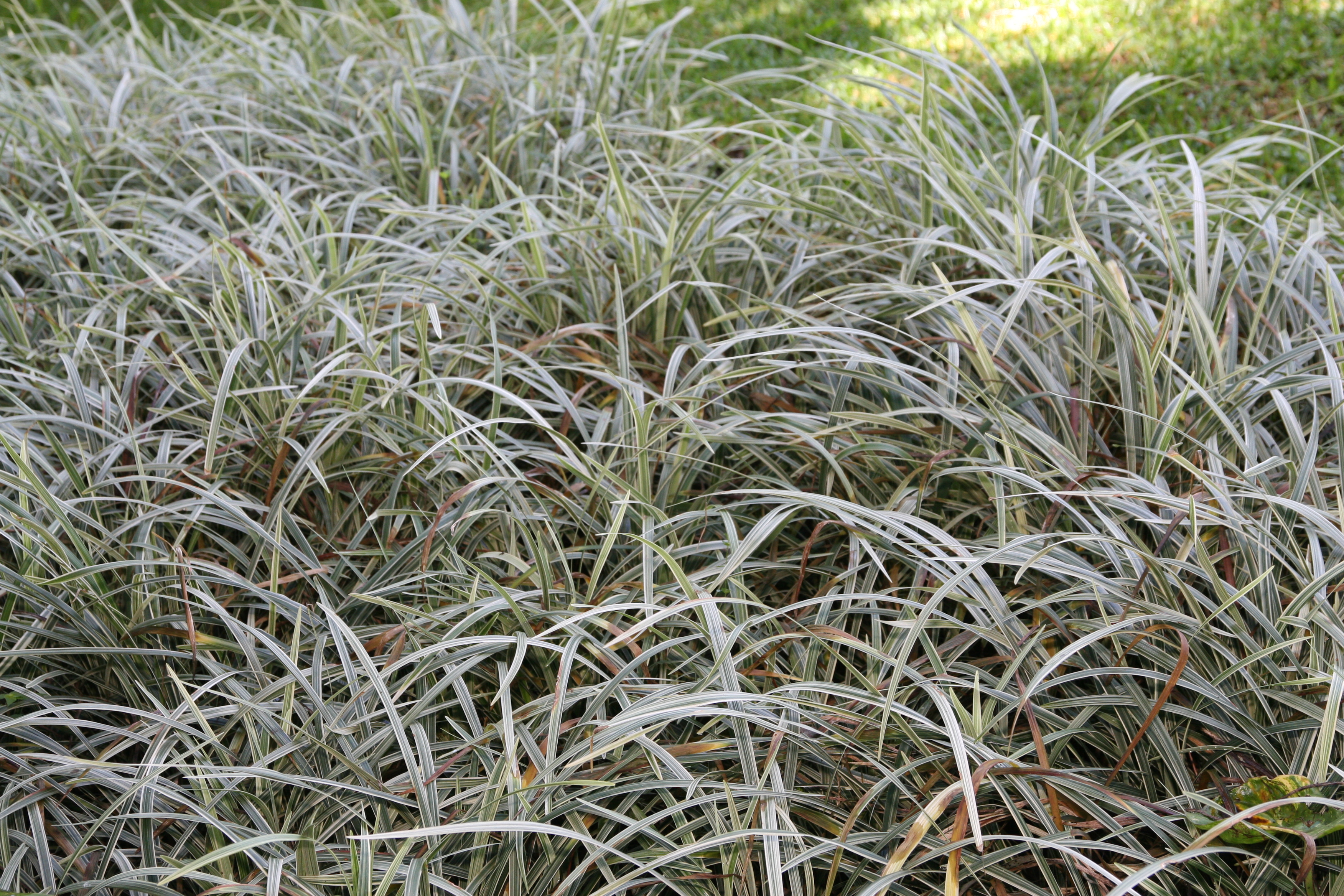
Darń z Ophiopogon intermedius

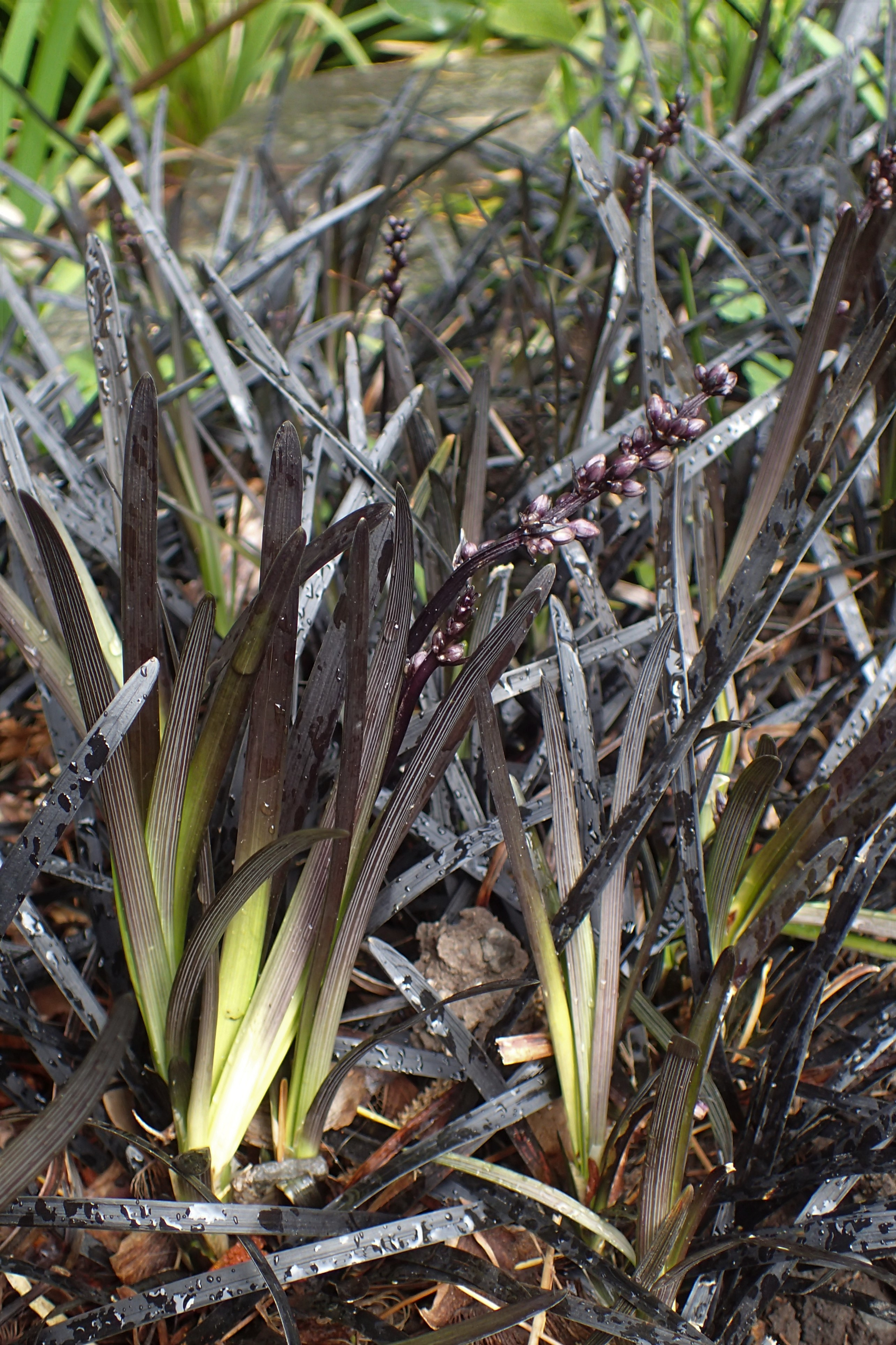
Konwalnik płaskopędowy 'Nigrescens'

Konwalnik, wężobród (Ophiopogon Ker-Gawler) – rodzaj roślin z rodziny szparagowatych (Asparagaceae). Należy do niego ok. 54, 65 lub 67 gatunków. Rośliny te występują w Azji w klimacie tropikalnym, subtropikalnym i umiarkowanym ciepłym, z centrum zróżnicowania w Chinach, gdzie jest ich 47 gatunków, z czego 38 to endemity. Zasięg rodzaju obejmuje Pakistan na zachodzie, dalej na wschód: Indie, Indochiny, Malezję, a na północy sięga po Japonię. W naturze rosną zwykle w cienistych zaroślach i lasach oraz nad strumieniami. W tropikach w niższych położeniach rośliny te zwykle nie kwitną.
Popularne rośliny ozdobne, sadzone jako mało wymagające i szybko lub wolno rozrastające się rośliny okrywowe, pokrywające powierzchnię ziemi kępami wąskich, podobnych do traw liści. Rozpowszechnione w uprawie, także w licznych odmianach, są takie gatunki jak: konwalnik japoński O. japonicus, konwalnik płaskopędowy O. planiscapus i konwalnik jaburan O. jaburan. W strefie umiarkowanej bywają uprawiane, przy czym względnie najbardziej mrozoodporny jest konwalnik płaskopędowy (6 strefa mrozoodporności), w strefie 7 może rosnąć konwalnik jaburan, a japoński od strefy 8. Rośliny te są tolerancyjne względem warunków świetlnych, ale wymagają gleby wilgotnej i przepuszczalnej. Starsze rośliny dobrze znoszą okresy suszy. Niektóre gatunki (np. konwalnik japoński) bywają uprawiane jako rośliny wodne i mimo że dość długo mogą utrzymywać się w akwariach, to lepiej czują się w paludarium lub wilgotnym terrarium.
Bulwiaste korzenie roślin z tego rodzaju są jadalne. Konwalnik japoński jest także rośliną leczniczą. Jego korzenie w medycynie chińskiej uchodzą za afrodyzjak, mają wspierać płodność i laktację oraz działać odmładzająco.

## Morfologia

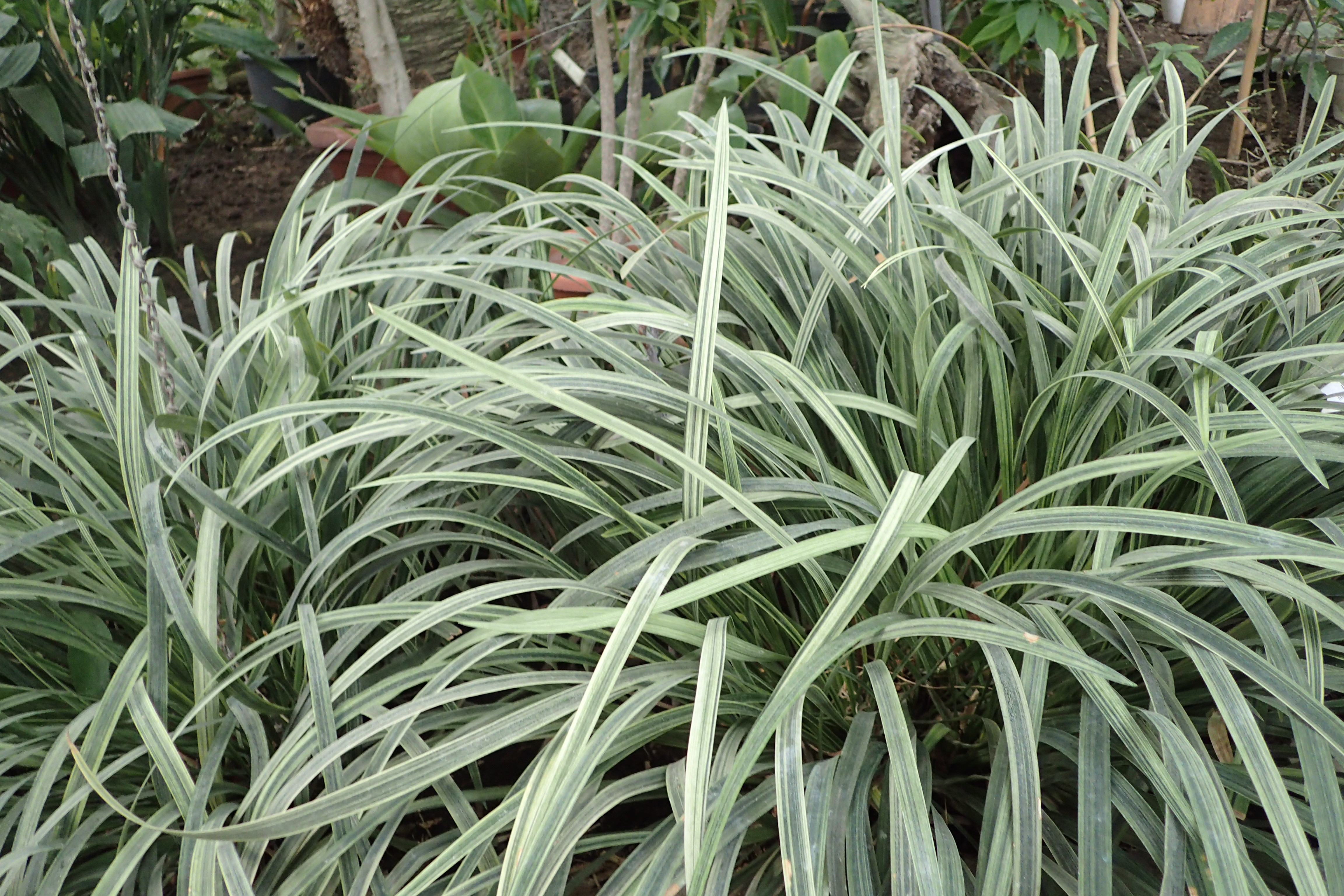
Konwalnik jaburan

PokrójByliny kłączowe z grubym lub cienkim kłączem, czasem z rozłogami. Korzenie cienkie, drewniejące lub często z mięsistymi bulwami przy końcach. Łodyga czasem mocno skrócona, jeśli rozwinięta, to zwykle pojedyncza, nierozgałęziona, wzniesiona lub pokładająca się.
LiścieSkrętoległe, równowąskie i siedzące (sekcja Ophiopogon) lub podługowate i ogonkowe (sekcja Peliosanthoides). Skupione w mniej lub bardziej gęstą kępę lub rzadko rozmieszczone na pędzie. Często z jasnymi żyłkami.
KwiatyZebrane zwykle w grono, rzadziej w wiechę, zwykle łukowato wygięte. Kwiatów w kwiatostanie jest od kilku do wielu, wsparte są drobnymi przysadkami. Kwiaty zwykle są zwieszone, czasem podniesione, z okwiatem składającym się z 6 białych, liliowych lub fioletowych listków, kształtu dzwonkowatego do gwiaździście rozpostartego. Listki okwiatu są wolne lub zrośnięte u nasady. Pręcików jest 6, nasadami nitek są zrośnięte z listkami okwiatu. Nitki bardzo krótkie, za to pylniki długo zaostrzone i przyciśnięte do słupka. Ten pojedynczy, długi, zwieńczony główkowatym znamieniem. Zalążnia wpółdolna, trójkomorowa, w każdej z komór z 2–6 zalążkami.
OwoceKulista, mięsista jagoda barwy niebieskiej, zawierająca pojedyncze owalne lub kuliste nasiono, także barwy niebieskiej. Jagody pękają nieregularnie we wczesnej fazie dojrzewania odsłaniając nasiona.

## Systematyka

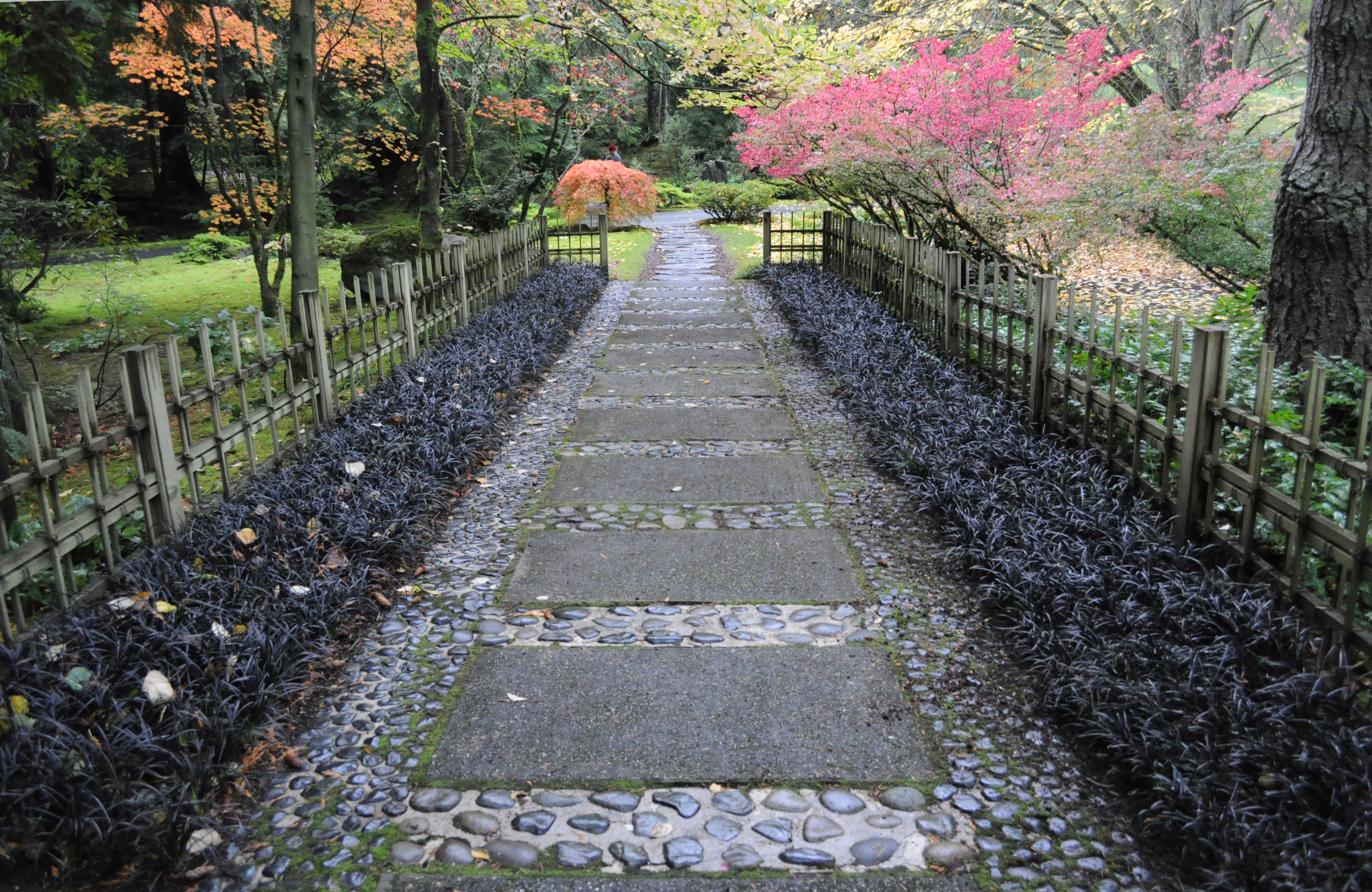
Alejka obrzeżona ciemnolistną odmianą konwalnika

Rodzaj z rodziny szparagowatych Asparagaceae reprezentujący podrodzinę Nolinoideae Burnett, a w jej obrębie plemię Ophiopogoneae Voigt.
W obrębie rodzaju gatunki dzielone są między dwie sekcje Ophiopogon i Peliosanthoides, różniące się kształtem liści (w pierwszej siedzące i równowąskie, w drugiej ogonkowe i podługowate).
Wykaz gatunków
- Ophiopogon acerobracteatus  R.H.Miao ex W.B.Liao, J.H.Jin & W.Q.Liu
- Ophiopogon albimarginatus D.Fang
- Ophiopogon amblyphyllus F.T.Wang & L.K.Dai
- Ophiopogon angustifoliatus  (F.T.Wang & Tang) S.C.Chen
- Ophiopogon bockianus Diels
- Ophiopogon bodinieri H.Lév.
- Ophiopogon brevipes Craib
- Ophiopogon caulescens (Blume) Backer
- Ophiopogon chingii F.T.Wang & Tang
- Ophiopogon clarkei Hook.f.
- Ophiopogon clavatus C.H.Wright ex Oliv.
- Ophiopogon confertifolius N.Tanaka
- Ophiopogon cordylinoides Prain
- Ophiopogon corifolius F.T.Wang & L.K.Dai
- Ophiopogon dracaenoides (Baker) Hook.f.
- Ophiopogon filipes D.Fang
- Ophiopogon fooningensis F.T.Wang & L.K.Dai
- Ophiopogon grandis W.W.Sm.
- Ophiopogon heterandrus F.T.Wang & L.K.Dai
- Ophiopogon hongjiangensis Y.Y.Qian
- Ophiopogon humilis L.Rodr.
- Ophiopogon intermedius D.Don
- Ophiopogon jaburan (Siebold) Lodd. – konwalnik jaburan[11]
- Ophiopogon japonicus (Thunb.) Ker Gawl. – konwalnik japoński[14]
- Ophiopogon jiangchengensis  Y.Y.Qian
- Ophiopogon kradungensis M.N.Tamura
- Ophiopogon latifolius L.Rodr.
- Ophiopogon leptophyllus Griff.
- Ophiopogon longifolius Decne.
- Ophiopogon lushuiensis S.C.Chen
- Ophiopogon mairei H.Lév.
- Ophiopogon malcolmsonii Royle
- Ophiopogon marmoratus Pierre ex L.Rodr.
- Ophiopogon megalanthus F.T.Wang & L.K.Dai
- Ophiopogon menglianensis H.W.Li
- Ophiopogon micranthus Hook.f.
- Ophiopogon motouensis S.C.Chen
- Ophiopogon multiflorus Y.Wan
- Ophiopogon ogisui M.N.Tamura & J.M.Xu
- Ophiopogon paniculatus Z.Y.Zhu
- Ophiopogon peliosanthoides  F.T.Wang & Tang
- Ophiopogon pierrei L.Rodr.
- Ophiopogon pingbienensis F.T.Wang & L.K.Dai
- Ophiopogon planiscapus Nakai – konwalnik płaskopędowy[14]
- Ophiopogon platyphyllus Merr. & Chun
- Ophiopogon pseudotonkinens is D.Fang
- Ophiopogon regnieri Bois
- Ophiopogon reptans Hook.f.
- Ophiopogon reversus C.C.Huang
- Ophiopogon revolutus F.T.Wang & L.K.Dai
- Ophiopogon sar-garhwalensi s R.D.Gaur & D.S.Rawat
- Ophiopogon sarmentosus F.T.Wang & L.K.Dai
- Ophiopogon siamensis M.N.Tamura
- Ophiopogon sinensis Y.Wan & C.C.Huang
- Ophiopogon sparsiflorus F.T.Wang & L.K.Dai
- Ophiopogon stenophyllus (Merr.) L.Rodr.
- Ophiopogon subverticillatu s Gagnep. ex L.Rodr.
- Ophiopogon sylvicola F.T.Wang & Tang
- Ophiopogon szechuanensis F.T.Wang & Tang
- Ophiopogon tienensis F.T.Wang & Tang
- Ophiopogon tonkinensis L.Rodr.
- Ophiopogon tsaii F.T.Wang & Tang
- Ophiopogon umbraticola Hance
- Ophiopogon vietnamensis N.Tanaka
- Ophiopogon xylorrhizus F.T.Wang & L.K.Dai
- Ophiopogon yunnanensis S.C.Chen
- Ophiopogon zingiberaceus F.T.Wang & L.K.Dai